# Tân Hưng, Cái Bè
Tân Hưng là một xã thuộc huyện Cái Bè, tỉnh Tiền Giang, Việt Nam.

## Địa lý
Xã có diện tích 14,75 km², dân số năm 1999 là 11987 người, mật độ dân số đạt 813 người/km².

## Kinh tế
Xã Tân Hưng là xã có diện tích trồng ổi lớn nhất huyện Cái Bè, với diện tích khoảng 400 ha vào năm 2010.